# Orazio Fidani
Pour les articles homonymes, voir Fidani.
Orazio Fidani  (Florence, 1610 - 2 janvier 1656) est un peintre italien à sujets mythologiques et religieux.

## Biographie
Orazio Fidani a été l'élève et le biographe de Giovanni Bilivert et selon l'historien d'art Houbraken a travaillé dans l'atelier de son maître pendant douze ans. Celui-ci l'employa comme aide dans la réalisation de nombreuses peintures, ce qui marqua fortement son style.
Il sut pourtant se renouveler au contact des représentants de la manière florentine, souple et nuancée de la première moitié du XVIIe siècle, tels que Francesco Furini, avec lequel il collabora, Vincenzo Mannozzi, et le jeune Felice Ficherelli.
La majorité de son œuvre se compose de grandes toiles à sujets mythologiques et religieux, et les retables qu'il a réalisés pour les églises des alentours de Florence, sont souvent des rééditions des œuvres de Bilivert. Il fait néanmoins preuve d'une belle inventivité dans les Funérailles de saint Albert, de veine populaire, réalisé pour l'église de la Castelina, près de Sesto Fiorentino en 1645.
Il a aussi produit une série de fresques pour décorer le plafond de l'église de la chartreuse de Galluzzo de Florence, qui sont signés et datés 1653 et 1655.

## Œuvres

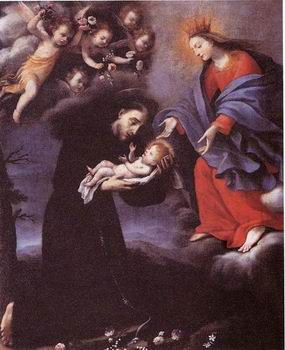
Vierge à l'Enfant avec saint François, Badia di San salvatore, Vaiano.

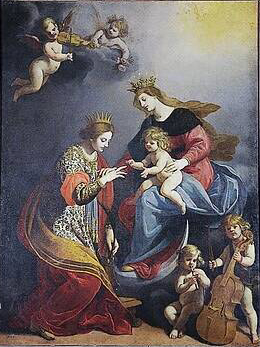
Noces mystiques de sainte Catherine, Pistoia.

- Tête de jeune garçon levant son bras droit, Christies, Paris, 2011,
- Décollation de saint Jean-Baptiste, Pieve di San Pietro, Bagno a Ripoli,
- Miracle de San Frediano et Hospitalité de saint Julien (1645), église paroissiale, Casciana Alta, Lari,
- L'Extase de saint François, église Santa Verdiana, Castelfiorentino,
- L'Amour victorieux, collection privée, Catane,
- La Rencontre de Joachim et Anne, église san Francesco, Cortone,
- Saint Michel pesant les âmes, Musée civique, Incisa in Val d'Arno,
- La Résurrection (1642), église Santo Stefano, Monopoli Valdarno,
- Saint Antoine, église San Francesco, Pietrasanta,
- Le Baptême du Christ et Le Mariage de sainte Catherine (1635), Pieve a Celle, Pistoia,
- Les Funérailles de saint Albert, Couvent Santa Lucia della Castellina, Quinto Fiorentino,
- Le Poissonnier,  Galleria Nazionale, Rome,
- L'Annonciation (1630), santa Maria a Pulicciano, Ronta del Mugello,
- Le Martyre de saint Pierre, église San Giovanni Battista (ou della Beata), Signa,
- La Mort de Didon (1640), Museo Tencalla, Canton Ticino, Bissone,
- Le Joueur de flûte, Musée de l'Ermitage, Saint-Pétersbourg,
- Saint Jérôme pénitent, Collection privée, Londres,
- Une guitariste, P. H. Ganz Collection, New York,

Pinacothèque de la Chartreuse de Galluzzo, Florence
- Martyre d'un moine chartreux,
- Saint Benoît (1653),
- Saint Jérôme (1650),
- Saint Jérôme (1653),
- Saint Jean-Baptiste (1653),
- Saint Jean l'Évangéliste (1650),
- Saint Grégoire le grand (1650),
- Saint Matthieu  (1650),
- Saint Augustin (1650),
- Saint Ambroise (1650),
- Saint Antoine abbé (1653),

Collections privées, Florence
- Cléopâtre (1652),
- Allégorie de l'été
- Allégorie de la Musique (1649),
- Céphale et Procris (1630-1635),
- Écho et Narcisse,
- Loth et ses filles,
- Pan et Syrinx,
- Scène avec des satyres,
- Vertumne et Pomone,

Corridor de Vasari, Florence
- Autoportrait (1654)

Depositi delle Gallerie Fiorentine
- Martyre de saint Érasme,
- Martyre d'un moine chartreux,
- Portrait de jeune homme (1654),
- Tobias guérit son père (1650-1655),

Galleria Corsini
- Bachus,
- Satyre,

Musée des Offices
- Angelique et Medor (1634), huile sur toile, 230 × 340 cm. Exécuté pour don Lorenzo de Médicis[2].
- Portrait d'un homme (1654),

Greve in Chianti, collection privée
- Portrait de Giovanni da Verrazzano,
- Portrait de Lodovico da Verrazzano,

Venise, collection privée
- le Poissonnier,
- Le Vendeur de poisson.